# Xã Krakow, Michigan
Xã Krakow (tiếng Anh: Krakow Township) là một xã thuộc quận Presque Isle, tiểu bang Michigan, Hoa Kỳ. Năm 2010, dân số của xã này là 705 người.